# Abbaye du Chambon
Pour les articles homonymes, voir Chambon.
L’abbaye du Chambon est une abbaye bénédictine située sur la commune de Saint-Léger-de-Peyre en Lozère. Elle a été fondée avant 1200 et est située à proximité de la ville royale de Marvejols. Aujourd'hui abandonné, le monastère est partiellement à l'état de ruines.

## Histoire
L'abbaye a été fondée sur la terre des barons de Peyre, avec pour mission d'accueillir des jeunes filles nobles. Ces filles venaient de la noblesse locale, principalement des familles de Peyre et de Cénaret.
Durant les guerres de Religion, le monastère est partiellement détruit. Il retrouvera une certaine grandeur entre 1640 et 1670, sous la direction de Françoise de Prévenquière. En 1690 lui succède Anne de Piencourt, sœur de François-Placide alors évêque de Mende. César de Grollée, baron de Peyre, s'opposera a cette nomination. Ainsi Anne de Piencourt sera remplacée par Marie-Marguerite de Moret de Pagas au bout d'un an et demi seulement.
Si à son apogée le monastère put compter 50 moniales, elles ne sont que 7 en 1656 et 10 vers 1730. Vers 1723, les moniales avaient subi un important incendie, alors qu'elles avaient déjà des difficultés financières. L'évêque de Mende, Gabriel-Florent de Choiseul-Beaupré, accuse la prieure, Mme de Galiffet, de sa mauvaise gestion. De ce blâme, en 1750, déclinera la suppression du monastère en 1753. Cependant la population marvejolaise s'oppose à cette suspension, et les moniales peuvent revenir. Vers 1777 elles entament de nouveaux travaux de réparation et d'agrandissement. 
Pendant la Révolution française, en 1792, le monastère est supprimé définitivement. Les moniales sont alors transférées soit à Mende, soit à l'abbaye de Mercoire.

## Liste des abbesses
- ? - 1691 : Françoise de Prévenquière
- 1691 - 1692 : ? de Piencourt (nièce de François-Placide de Baudry de Piencourt, évêque de Mende)
- 1692 - ? : Marie Marguerite de Moret de Pargas de Montarnel (nièce de César de Grollée, comte de Peyre)
- vers 1717 : Jeanne de Meyran
- 1781 - 1792 : Joséphine de Retz de Malavieille

### Sources et références
1. ↑  (fr) Site de Marvejols
2. ↑  Félix Buffière, Ce tant rude Gévaudan [détail des éditions], tome I, p. 247
3. ↑  Félix Buffière, Ce tant rude Gévaudan [détail des éditions], tome I, p. 248
4. ↑  Félix Buffière, Ce tant rude Gévaudan [détail des éditions], tome I, p. 249